# NGC 984
NGC 984 este o galaxie lenticulară situată în constelația Berbecul. A fost descoperită în 13 decembrie 1871 de către Édouard Stephan⁠(d).